# Olympiacos (polo aquático feminino)
O departamento de polo aquático feminino do Olympiacos faz parte do clube polidesportivo Olympiakós Sýndesmos Filáthlon Peiraiós (em grego Ολυμπιακός Σύνδεσμος Φιλάθλων Πειραιώς) ou simplesmente Olympiacós Pireu. É um dos clubes mais vitoriosos do polo aquático europeu com 7 títulos europeus.

## História
O departamento de pólo aquático feminino do Olympiacós S.F. Pireu foi fundado em 1988.

## Títulos
- LEN Euro League (3)
  - 2015, 2021, 2022
- Troféu LEN (1)
  - 2014
- LEN Super Copa (3)
  - 2015, 2021, 2022

Nacionais
- Liga Grega (15)
  - 1995, 1998, 2009, 2011, 2014, 2015, 2016, 2017, 2018, 2019, 2020, 2021, 2022, 2023, 2024
- Copa da Grécia (6)
  - 2018, 2020, 2021, 2022, 2023, 2025
- Supercopa da Grécia (2)
  - 2020, 2024

## Ligações Externas
- Sitio Oficial de Olympiacos S.F. Pireu olympiacossfp.gr
- Notícias da seção de Waterpolo Feminino, Roster, Jogos - Sitio Oficial olympiacossfp.gr
- Elenco da equipa de polo aquático do Olympiacos olympiacossfp.gr